# 1010 Marlene
1010 Marlene är en asteroid i huvudbältet som upptäcktes den 12 november 1923 i Heidelberg av den tyske astronomen Karl Wilhelm Reinmuth, som ensam upptäckte nästan 400 asteroider. Dess preliminära beteckning var 1923 PF. Den blev sedan namngiven efter den tysk-amerikanska skådespelerskan och sångerskan Marlene Dietrich.
Marlenes senaste periheliepassage skedde den 26 december 2018.[Uppdatering behövs] Dess rotationstid har beräknats till 31,06 timmar.